# Simplontunnel
Simplontunnel – tunel kolejowy łączący szwajcarską miejscowość Brig-Glis z włoskim Iselle di Trasquera.

## Historia
W latach 70. XIX w. powstał projekt tzw. Ligne d’Italie, czyli linii kolejowej łączącej tunelem dolinę górnego Rodanu w Valais z piemoncką doliną Val d’Ossola. W 1878 r. do Brig-Glis doprowadzono linię kolejową z dalszą koncepcją jej przedłużenia w kierunku południowym. W 1889 r. na konferencji, w której wzięli udział przedstawiciele kolei szwajcarskich, jak i włoskich, podjęto decyzję o budowie tunelu bazowego o długości niemal 20 km, łączącego oba państwa. W 1896 r. ostatecznie wynegocjowano warunki finansowania i budowy tunelu między stronami. Jeden wylot tunelu miał być w szwajcarskim Brig-Glis, a drugi na stacji Iselle di Trasquera. Ze względów strategicznych ustalono, iż granica państwowa ma przebiegać równo pośrodku tunelu. W tym samym roku ruszyła budowa pierwszej tuby. Przy budowie pracowało ok. 3000 osób, z czego 67 zginęło w wyniku wypadków na budowie. 19 maja 1906 r. tunel oficjalnie przekazano kolejom szwajcarskim. W 1912 r. rozpoczęto prace budowlane nad drugą tubą Simplon II o długości 19 823 m, biegnącą równolegle do pierwszej nitki. Jej uruchomienie miało miejsce w 1921 r. Do 1930 r. w trakcji poprowadzonej w tunelu obowiązywało napięcie 3 kV 16,5 Hz AC. Później zmieniono je na system obowiązujący na innych liniach kolejowych w Szwajcarii – 15 kV 16,7 Hz AC.
Tunel Simplon, mierzący 19 803 m (tunel wschodni) oraz 19 823 m (tunel zachodni), był najdłuższym tunelem kolejowym na świecie do czasu otwarcia w 1982 r. tunelu Dai-Shimizu w Japonii. Od nazwy przełęczy oraz tunelu pochodziła nazwa łączącego Paryż ze Stambułem pociągu Simplon-Orient Express, którego trasa przebiegała tędy od 1920 r. do końca jego kursowania w 1962 r.

## Dane techniczne
- długość: 19 803 m / 19 823 m
- wysokość bezwzględna:
  - Brig-Glis: 865,8 m n.p.m.
  - Iselle di Trasquera: 633,5 m n.p.m.
  - najwyższy punkt: 705 m n.p.m.
- maksymalne nachylenie podjazdu: 7‰

## Przewóz samochodów koleją
Od 1959 r. na odcinku Brig-Glis – Iselle di Trasquera realizowane są przewozy samochodów pociągiem, co pozwala uniknąć drogi przez wysoką przełęcz Simplonpass. W 1993 r., ze względu na niewielkie zainteresowanie, kursowanie pociągów samochodowych zawieszono, jednak połączenie reaktywowano w 2004 r. Podróż trwa ok. 20 min. Od 2017 r. połączenia obsługuje spółka BLS. Pociągi kursują w takcie 90 min.

Budowa pierwszej nitki tunelu
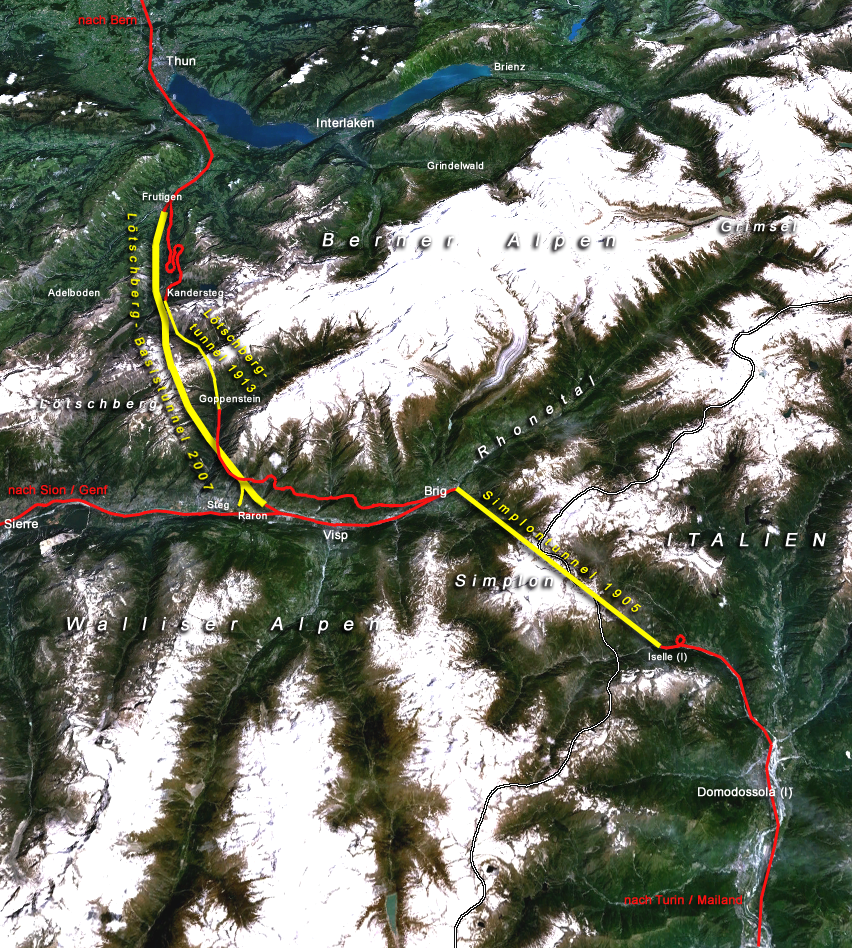
Przebieg tunelu
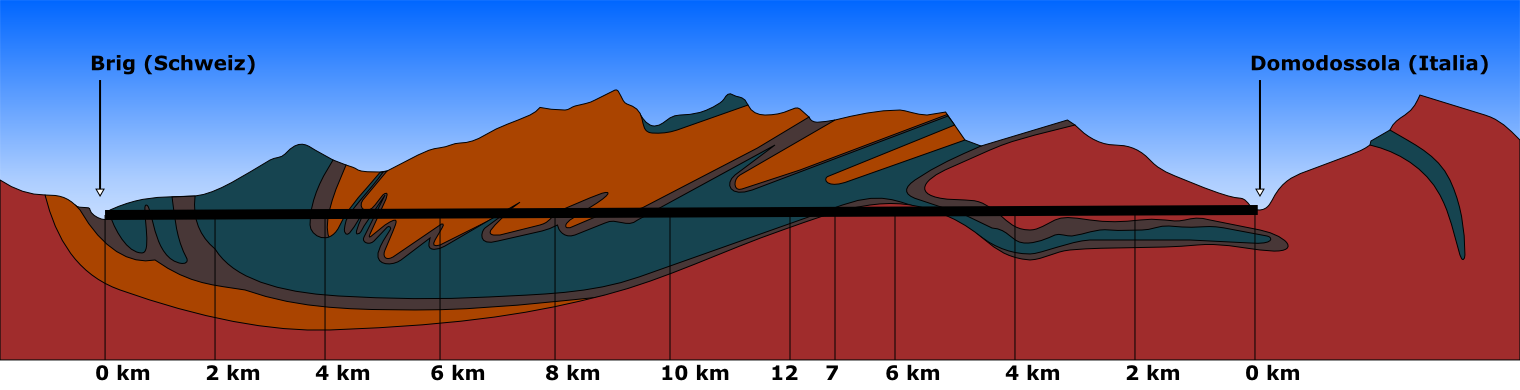
Przekrój poprzeczny tunelu
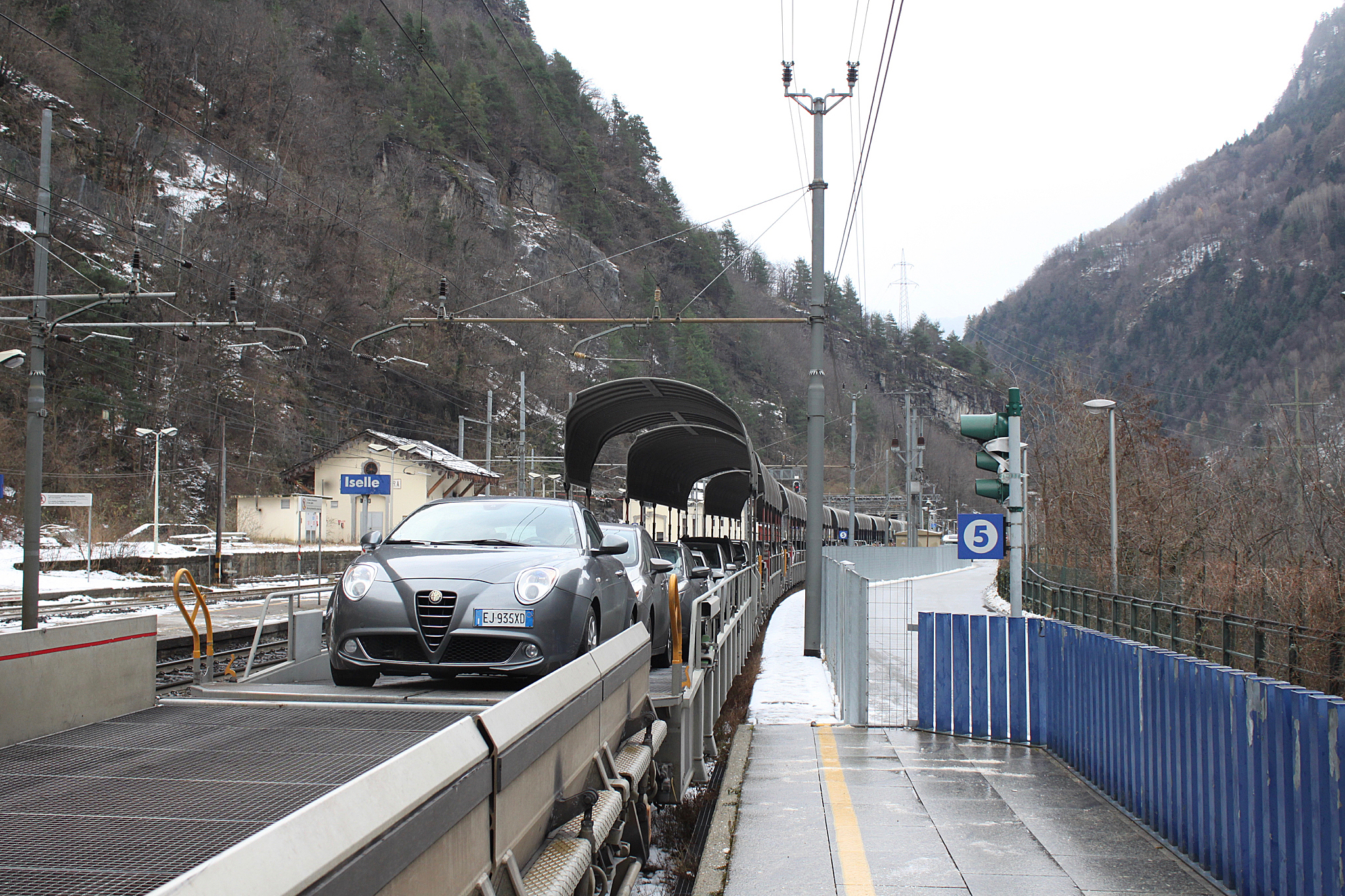
Pociąg przewożący samochody na stacji w Iselle di Trasquera